# 뮤직톡톡 마블링
《뮤직톡톡 마블링》은 2013년 1월 28일부터 2013년 7월 12일까지 MBC MUSIC에서 방송된 텔레비전 프로그램이다. 안재현과 수빈이 진행을 맡았다. 요일마다 각각 다른 코너를 선보이고 있으며, 생방송으로 문자메시지를 보낼 수도 있다.(단, 방송은 녹화로 진행)

## 출연자(MC)
- 안재현: 모델
- 수빈: 가수, 달샤벳 멤버

## 요일별 코너
| 요일      | 코너          |
| --------- | ------------- |
| (화)~(금) | 릴레이 차트   |
| (월)      | 주간 TOP 30   |
| (화)      | 꼼.꼼.마      |
| (수)      | 특기가 뭐예요 |
| (목)      | 음악 퀴즈왕   |
| (금)      | SNS 사연 소개 |

- 릴레이 차트

아이돌과 관련된 주제로 순위를 매기는 시간
- 주간 TOP 30

최신가요를 알아보는 시간
- 꼼.꼼.마

시청자로부터 직접 사연을 받고 소개하는 시간
- 특기가 뭐예요

아이돌의 특기를 도전해보는 시간
- 음악 퀴즈왕

릴레이 차트와 관련된 퀴즈를 출제하고 맞혀보는 시간
- SNS 사연 소개

시청자로부터 직접 사연을 받고 소개하는 시간